# جورج هنري بوسكيه
جورج هنري بوسكيه (21 يونيو 1900 - 23 يناير 1978) (بالفرنسية: Georges-Henri Bousquet)‏ قانوني ومترجم واقتصادي ومستشرق فرنسي.
كان أستاذاً للقانون في كلية الحقوق بجامعة الجزائر حيث كان متخصصًا في علم الاجتماع في شمال إفريقيا (الأمازيغ). وهو معروف أيضًا بترجماته لكتب كبار المؤلفين المسلمين، أمثال أبو حامد الغزالي وابن خلدون. يُعرف أيضًا بأنه متعدد اللغات، ذلك أنه يتقن عدة لغات أوروبية (الهولندية، الإنجليزية، الألمانية، الإيطالية، الإسبانية، الدنماركية، النرويجية، وغيرها) واللغات الشرقية (العربية، الملايوية، وغيرها).

## مسيرته
بعد دراسة القانون والاقتصاد والعلوم السياسية في باريس، تم تعيين جورج هنري بوسكيه في عام 1927 محاضرًا في الاقتصاد السياسي بكلية الحقوق بالجزائر العاصمة. منذ ذلك الوقت، تعلم اللغة العربية وبدأ يهتم بالدراسات الإسلامية، بينما كان يستعد لتجميع الاقتصاد السياسي الذي نجح فيه عام 1932. بعد أن أصبح أستاذاً، واصل مسيرته الجامعية لمدة ثلاثة عقود في الجزائر العاصمة. بعد استقلال الجزائر، انتقل بوسكيه إلى بوردو لإكمال مسيرته الأكاديمية: قام بتدريس كل من علم الاجتماع الإسلامي وتاريخ الفكر الاقتصادي.